# 240 mm haubica M1
Haubica 240 mm M1 – amerykańska haubica holowana z okresu II wojny światowej o kalibrze 240 mm. Popularnie nazywana Black Dragon.
Haubice kalibru 240 mm były najpotężniejszymi działami w arsenale US Army podczas II wojny światowej, zdolnymi strzelać pociskami z kruszącym materiałem wybuchowym o wadze 160 kg na odległość 23 kilometrów. Było to największe działo polowe używane przez US Army podczas wojny, z wyjątkiem dział okrętowych stosowanych jako działa kolejowe. Działo zostało zbudowane z potrzeby posiadania super-ciężkiej artylerii polowej, zdolnej do atakowania fortyfikacji Wału Zachodniego. Haubica została zaprojektowana wraz z działem 8-calowym M1. Obie konstrukcje posiadają te same lawety.
Używane na froncie zachodnim i w wojnie na Pacyfiku, szczególnie podczas bitwy o Manilę, haubice okazały się bardzo skuteczne przeciwko silnie ufortyfikowanym celom. Po II wojnie światowej dział tych użyto podczas wojny koreańskiej. Pozostały w użyciu do późnych lat 50. do wyczerpania amunicji.

## Służba

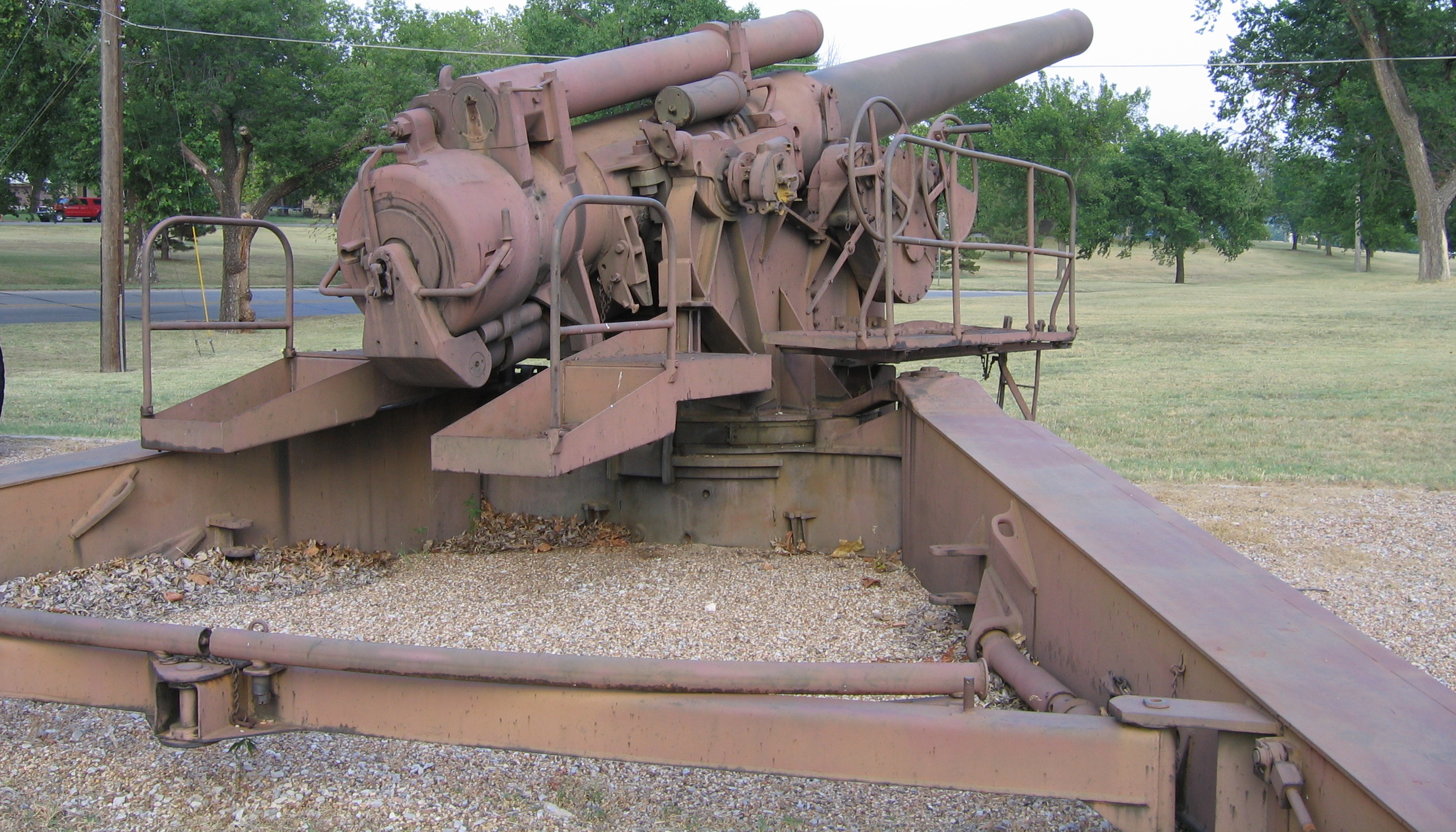
U.S. Army Field Artillery Museum, Fort Sill, Oklahoma

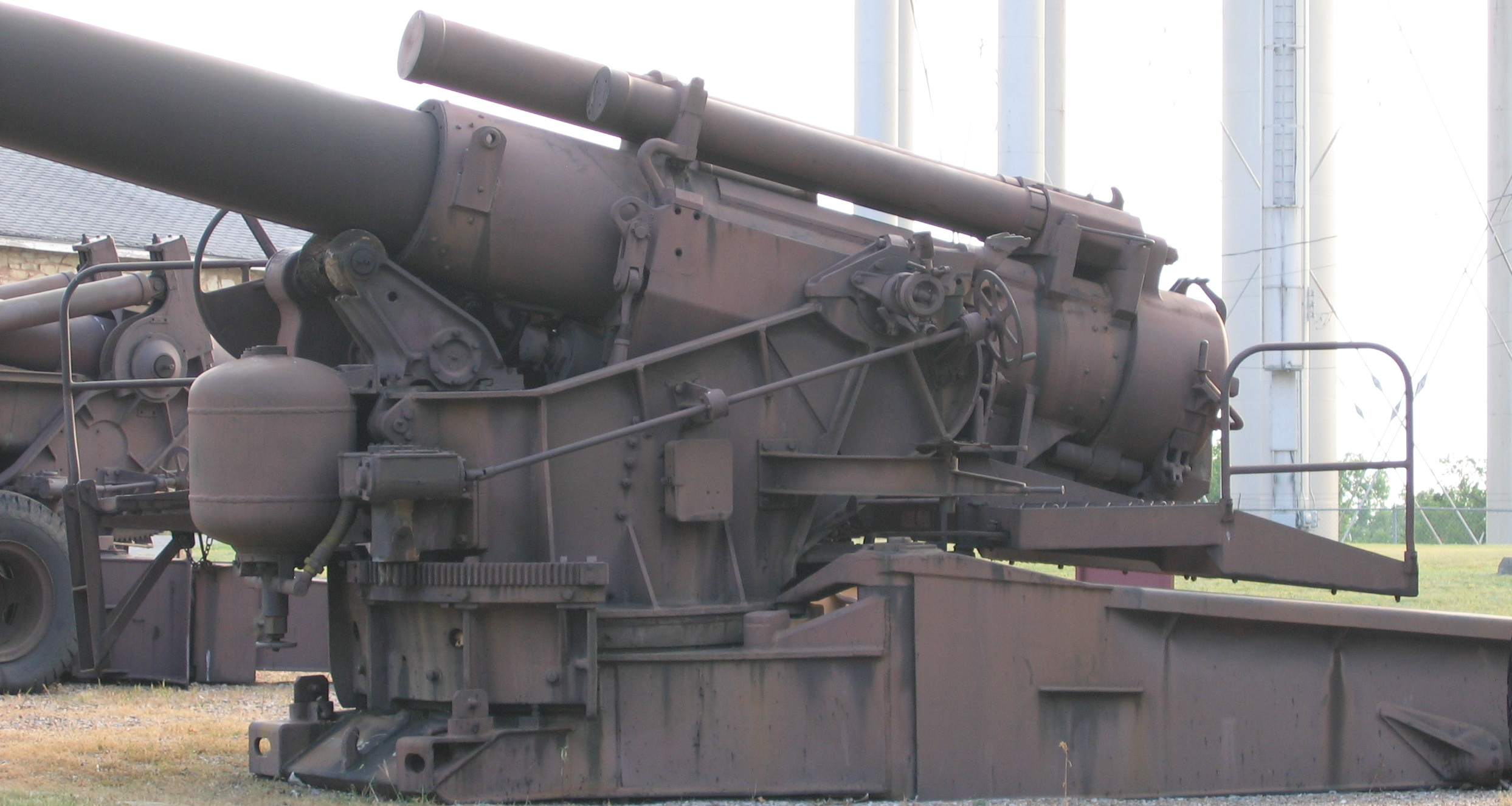
U.S. Army Field Artillery Museum, Fort Sill, Oklahoma

Pierwsze operacyjne użycie haubic kal. 240 mm miało miejsce w styczniu 1944 roku podczas bitwy o Anzio. Debiut w warunkach bojowych skończył się połowicznym sukcesem. Haubice 240 mm były używane tam wraz z działami 8-calowymi (203 mm) do zwalczania ognia dział niemieckich podobnej klasy i do odpowiadania na ogień działa kolejowego 280 mm działającego w rejonie lądowania pod Anzio.
We Włoszech haubice te dowiodły swojej przydatności w niszczeniu kluczowych mostów z dalekiej odległości. Oficerowie artylerii donosili o „niszczycielskiej sile ognia i nieprawdopodobnej celności” i o ważnej roli tych dział w kampanii włoskiej.
Podczas bitwy o Monte Cassino użyto ich do niszczenia pozostałości po zbombardowanym klasztorze Monte Cassino. Na froncie włoskim mała liczba tych dział była używana przez brytyjską 8 Armię. Pomimo początkowych obaw przed wdrażaniem tego typu ciężkiej artylerii, dowódcy amerykańskiej 5 Armii nazwali te działa „najbardziej zadowalającą bronią” w służbie w roku 1944.
Haubice od 1 maja 1953 roku były używane podczas wojny koreańskiej. W późnych latach 50. trzydzieści dział tego typu zostało sprzedanych Tajwanowi. Zostały umieszczone w bunkrach na Kinmen i na wyspach Mazu. Są tam używane w charakterze artylerii fortecznej, wytaczanej po szynach ze schronów na stanowiska ogniowe, a zazwyczaj przechowywanej w bunkrach i tunelach.